# Hans Heijnen
Hans Heijnen (Sittard, 1957) is een Nederlands filmmaker, scenarist en documentairemaker. 
Heijnen behaalde een kandidaatsexamen in de politicologie aan de Katholieke Universiteit Nijmegen in 1981 en ging vervolgens naar de Nederlandse Filmacademie in Amsterdam. Daar studeerde hij af in 1985. Hij schreef vervolgens diverse speelfilmscenario's voor de EAFA en First Floor Features, waaronder het scenario voor Intensive care (1991). Vanaf 1988 is Heijnen werkzaam als freelance-documentairemaker voor de NOS/NPS en de VPRO.
Zijn werk werd enkele malen genomineerd voor een Gouden Kalf alvorens hij in 1996 op het Nederlands Film Festival het Gouden Kalf van de speciale jury-prijs ontving voor drie documentaires. Tot zijn bekendere films behoren onder andere 'Lekker weertje, mijnheer Pradhan!', 'Rockin' Ramona', 'Bokken en Geiten', 'Lisdoonvarna, Lourdes of Love', 'The Show Must Go On', 'Het Geheim van Ossenisse', 'De Duivel is Slim', 'Johnny Hoes, och was ik maar', 'De Onrendabelen' en 'Lee Towers, the Voice of Rotterdam' 
Ook maakte hij documentaires over de Limburgse zanger Arno Adams en cineast George Sluizer.